# Équipe d'Union soviétique de football à la Coupe du monde 1990
L'Équipe d'Union soviétique de football participe à la coupe du monde de football de 1990. Elle est éliminée au premier tour en finissant dernière de son groupe. L'équipe s’appuie sur un groupe expérimenté mais vieillissant avec des trentenaires (Dasaev, Bessonov, Khidyatulline) ou presque (Rats, Gorlukovich, et les deux milieux de la Juventus Aleinikov et Zavarov), dont certains devront laisser leur place aux jeunes durant la compétition. C'est la dernière apparition de l'équipe d'URSS en coupe du monde et dans une grande compétition internationale (l'Euro 1992, pour lequel l'Union soviétique s'est qualifiée, est finalement disputé sous le nom d'Équipe de la communauté des États indépendants de football alors que l'URSS vient d'être démantelée).

## Effectif
| Numéro / Nom       | Numéro / Nom          | Club              | Date de naissance | Sélections      | J.              | Buts            |                 |                 |                 |
| Gardiens de but    | Gardiens de but       | Gardiens de but   | Gardiens de but   | Gardiens de but | Gardiens de but | Gardiens de but | Gardiens de but | Gardiens de but | Gardiens de but |
| ------------------ | --------------------- | ----------------- | ----------------- | --------------- | --------------- | --------------- | --------------- | --------------- | --------------- |
| 1                  | Rinat Dasaev          | FC Séville        | 13 juin 1957      | 90              | 1               | 0               | 0               | 0               | 0               |
| 16                 | Viktor Chanov         | Dynamo Kiev       | 21 juillet 1959   | 21              | 0               | 0               | 0               | 0               | 0               |
| 22                 | Aleksandr Ouvarov     | Dynamo Moscou     | 13 janvier 1960   | 1               | 2               | 0               | 0               | 0               | 0               |
| Défenseurs         |                       |                   |                   |                 |                 |                 |                 |                 |                 |
| 2                  | Vladimir Bessonov     | Dynamo Kiev       | 5 mars 1958       | 77              | 2               | 0               | 0               | 0               | 1               |
| 3                  | Vagiz Khidyatulline   | Toulouse FC       | 3 mars 1959       | 55              | 3               | 0               | 1               | 0               | 0               |
| 4                  | Oleg Kuznetsov        | Dynamo Kiev       | 22 mars 1963      | 49              | 3               | 0               | 0               | 0               | 0               |
| 5                  | Anatoli Demyanenko    | Dynamo Kiev       | 19 février 1959   | 79              | 1               | 0               | 0               | 0               | 0               |
| 13                 | Akhrik Tsveiba        | Dynamo Kiev       | 10 septembre 1966 | 3               | 0               | 0               | 0               | 0               | 0               |
| 17                 | Andreï Zygmantovitch  | Dynamo Minsk      | 2 décembre 1962   | 34              | 2               | 1               | 1               | 0               | 0               |
| 19                 | Sergei Fokin          | CSKA Moscou       | 26 juillet 1961   | 3               | 0               | 0               | 0               | 0               | 0               |
| 20                 | Sergei Gorlukovich    | Borussia Dortmund | 18 novembre 1961  | 15              | 3               | 0               | 0               | 0               | 0               |
| Milieux de terrain |                       |                   |                   |                 |                 |                 |                 |                 |                 |
| 6                  | Vasili Rats           | Dynamo Kiev       | 25 avril 1961     | 46              | 1               | 0               | 0               | 0               | 0               |
| 7                  | Sergueï Aleinikov     | Juventus          | 7 novembre 1961   | 61              | 3               | 0               | 0               | 0               | 0               |
| 8                  | Guennadi Litovtchenko | Dynamo Kiev       | 11 septembre 1963 | 54              | 3               | 0               | 0               | 0               | 0               |
| 9                  | Aleksandr Zavarov     | Juventus          | 20 avril 1961     | 38              | 3               | 1               | 0               | 0               | 0               |
| 15                 | Ivan Yaremchuk        | Dynamo Kiev       | 19 mars 1962      | 16              | 2               | 0               | 0               | 0               | 0               |
| 18                 | Igor Chalimov         | Spartak Moscou    | 2 février 1969    | 0               | 2               | 0               | 0               | 0               | 0               |
| 21                 | Valeri Broshine       | CSKA Moscou       | 19 octobre 1962   | 2               | 0               | 0               | 0               | 0               | 0               |
| Attaquants         |                       |                   |                   |                 |                 |                 |                 |                 |                 |
| 10                 | Oleg Protasov         | Dynamo Kiev       | 4 février 1964    | 60              | 3               | 1               | 1               | 0               | 0               |
| 11                 | Igor Dobrovolski      | Dynamo Moscou     | 27 août 1967      | 13              | 3               | 1               | 0               | 0               | 0               |
| 12                 | Aleksandr Borodyuk    | Schalke 04        | 30 novembre 1962  | 5               | 1               | 0               | 0               | 0               | 0               |
| 14                 | Vladimir Liuty        | Schalke 04        | 24 avril 1962     | 2               | 1               | 0               | 0               | 0               | 0               |
| Sélectionneur      |                       |                   |                   |                 |                 |                 |                 |                 |                 |
|                    | Valeri Lobanovski     | Dynamo Kiev       | 6 janvier 1939    | -               | 3               |                 |                 |                 | -               |

## Qualification

### Groupe 3
| 31.08.88 12.10.88 19.10.88 02.11.88 30.11.88 12.04.89 26.04.89 10.05.89 20.05.89 | Islande - URSS Turquie - Islande URSS - Autriche RDA - Islande Autriche - Turquie Turquie - RDA RDA - Turquie URSS - RDA Turquie - URSS RDA - Autriche | 1:1 1:1 2:0 3:2 3:1 0:2 3:0 0:1 1:1 | 31.05.89 14.06.89 23.08.89 06.09.89 20.09.89 08.10.89 25.10.89 15.11.89 15.11.89 | URSS - Islande Islande - Autriche Autriche - Islande Islande - RDA Autriche - URSS Islande - Turquie RDA - URSS Turquie - Autriche URSS - Turquie Autriche - RDA | 1:1 0:0 2:1 0:3 0:0 2:1 3:0 2:0 3:0 |    | Pays        | Buts  | Pts |
| 31.08.88 12.10.88 19.10.88 02.11.88 30.11.88 12.04.89 26.04.89 10.05.89 20.05.89 | Islande - URSS Turquie - Islande URSS - Autriche RDA - Islande Autriche - Turquie Turquie - RDA RDA - Turquie URSS - RDA Turquie - URSS RDA - Autriche | 1:1 1:1 2:0 3:2 3:1 0:2 3:0 0:1 1:1 | 31.05.89 14.06.89 23.08.89 06.09.89 20.09.89 08.10.89 25.10.89 15.11.89 15.11.89 | URSS - Islande Islande - Autriche Autriche - Islande Islande - RDA Autriche - URSS Islande - Turquie RDA - URSS Turquie - Autriche URSS - Turquie Autriche - RDA | 1:1 0:0 2:1 0:3 0:0 2:1 3:0 2:0 3:0 | 1. | URSS **     | 11:4  | 11  |
| 31.08.88 12.10.88 19.10.88 02.11.88 30.11.88 12.04.89 26.04.89 10.05.89 20.05.89 | Islande - URSS Turquie - Islande URSS - Autriche RDA - Islande Autriche - Turquie Turquie - RDA RDA - Turquie URSS - RDA Turquie - URSS RDA - Autriche | 1:1 1:1 2:0 3:2 3:1 0:2 3:0 0:1 1:1 | 31.05.89 14.06.89 23.08.89 06.09.89 20.09.89 08.10.89 25.10.89 15.11.89 15.11.89 | URSS - Islande Islande - Autriche Autriche - Islande Islande - RDA Autriche - URSS Islande - Turquie RDA - URSS Turquie - Autriche URSS - Turquie Autriche - RDA | 1:1 0:0 2:1 0:3 0:0 2:1 3:0 2:0 3:0 | 2. | Autriche ** | 9:9   | 9   |
| 31.08.88 12.10.88 19.10.88 02.11.88 30.11.88 12.04.89 26.04.89 10.05.89 20.05.89 | Islande - URSS Turquie - Islande URSS - Autriche RDA - Islande Autriche - Turquie Turquie - RDA RDA - Turquie URSS - RDA Turquie - URSS RDA - Autriche | 1:1 1:1 2:0 3:2 3:1 0:2 3:0 0:1 1:1 | 31.05.89 14.06.89 23.08.89 06.09.89 20.09.89 08.10.89 25.10.89 15.11.89 15.11.89 | URSS - Islande Islande - Autriche Autriche - Islande Islande - RDA Autriche - URSS Islande - Turquie RDA - URSS Turquie - Autriche URSS - Turquie Autriche - RDA | 1:1 0:0 2:1 0:3 0:0 2:1 3:0 2:0 3:0 | 3. | Turquie     | 12:10 | 7   |
| 31.08.88 12.10.88 19.10.88 02.11.88 30.11.88 12.04.89 26.04.89 10.05.89 20.05.89 | Islande - URSS Turquie - Islande URSS - Autriche RDA - Islande Autriche - Turquie Turquie - RDA RDA - Turquie URSS - RDA Turquie - URSS RDA - Autriche | 1:1 1:1 2:0 3:2 3:1 0:2 3:0 0:1 1:1 | 31.05.89 14.06.89 23.08.89 06.09.89 20.09.89 08.10.89 25.10.89 15.11.89 15.11.89 | URSS - Islande Islande - Autriche Autriche - Islande Islande - RDA Autriche - URSS Islande - Turquie RDA - URSS Turquie - Autriche URSS - Turquie Autriche - RDA | 1:1 0:0 2:1 0:3 0:0 2:1 3:0 2:0 3:0 | 4. | RDA         | 9:13  | 7   |
| 31.08.88 12.10.88 19.10.88 02.11.88 30.11.88 12.04.89 26.04.89 10.05.89 20.05.89 | Islande - URSS Turquie - Islande URSS - Autriche RDA - Islande Autriche - Turquie Turquie - RDA RDA - Turquie URSS - RDA Turquie - URSS RDA - Autriche | 1:1 1:1 2:0 3:2 3:1 0:2 3:0 0:1 1:1 | 31.05.89 14.06.89 23.08.89 06.09.89 20.09.89 08.10.89 25.10.89 15.11.89 15.11.89 | URSS - Islande Islande - Autriche Autriche - Islande Islande - RDA Autriche - URSS Islande - Turquie RDA - URSS Turquie - Autriche URSS - Turquie Autriche - RDA | 1:1 0:0 2:1 0:3 0:0 2:1 3:0 2:0 3:0 | 5. | Islande     | 6:11  | 6   |

## Parcours

### Premier tour

#### Groupe B
| Date         | Stade                    | Équipe 1         | Équipe 2         | Résultat | Buteurs                                                       |
| 9 juin 1990  | Stadio San Nicola, Bari  | Union soviétique | Roumanie         | 0 - 2    | Lǎcǎtus 42e et 57e (pen)                                      |
| 13 juin 1990 | Stadio San Paolo, Naples | Argentine        | Union soviétique | 2 - 0    | Troglio 27e, Burruchaga 79e                                   |
| 18 juin 1990 | Stadio San Nicola, Bari  | Cameroun         | Union soviétique | 0 - 4    | Protasov 20e, Zygmantovitch 29e, Zavarov 59e, Dobrovolski 63e |

#### Classement
| Place | Équipe           | Points | Joués | V | N | D | Buts + | Buts - | Diff. |
| 1er   | Cameroun         | 4      | 3     | 2 | 0 | 1 | 3      | 5      | -2    |
| 2e    | Roumanie         | 3      | 3     | 1 | 1 | 1 | 4      | 3      | +1    |
| 3e    | Argentine        | 3      | 3     | 1 | 1 | 1 | 3      | 2      | +1    |
| 4e    | Union soviétique | 2      | 3     | 1 | 0 | 2 | 4      | 4      | 0     |